# Eriocaulon thailandicum
Eriocaulon thailandicum är en gräsväxtart som beskrevs av Harold Norman Moldenke. Eriocaulon thailandicum ingår i släktet Eriocaulon och familjen Eriocaulaceae.
Artens utbredningsområde är Thailand. Inga underarter finns listade i Catalogue of Life.